# Michel Goday

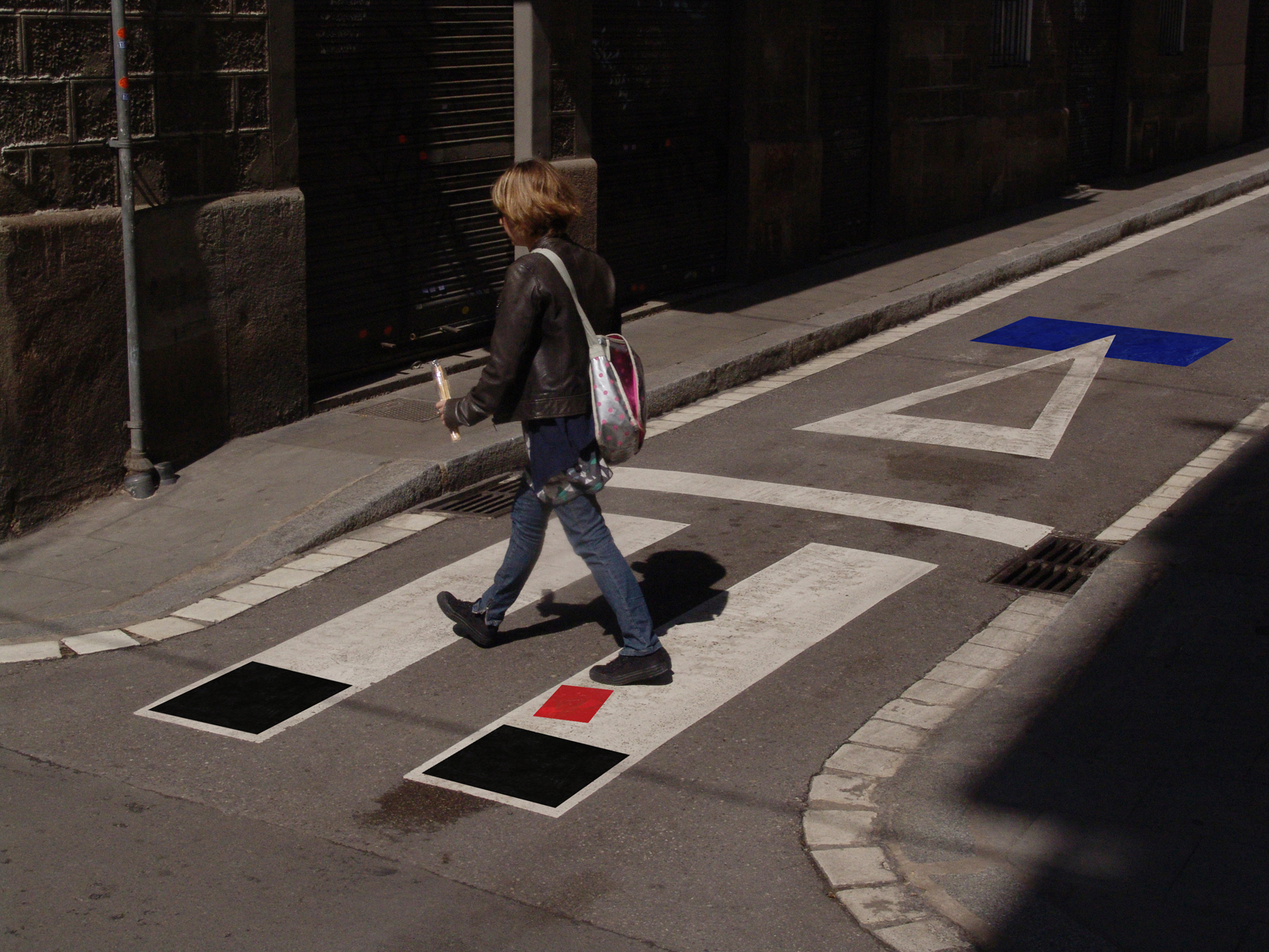
Instal·lació de Remember Kasimir a Gràcia

Michel Goday (Portvendres, Rosselló, Catalunya del Nord, 1949) és una persona vinculada al món empresarial i de la comunicació, però també implicada en l'àmbit artístic, especialment pintura.
Als 22 anys viatjà a París on visqué molts anys; actualment, però, viu a Barcelona. Comença a realitzar obres a partir del 1975, i el 1980 presenta la seva exposició a l'Espai 10 de la Fundació Joan Miró, i l'any 2009 presentà el seu projecte Remember Kasimir al Centre Arts Santa Mònica.

## Malèvitx no està mort, viu a Barcelona
Malèvitx no està mort, viu a Barcelona és un projecte presentat l'any 2009 al Centre Arts Santa Mònica. Consisteix en una relectura de l'obra de Kazimir Malèvitx, el qual havia revolucionat tot l'art amb la seva obra Quadrat negre sobre fons blanc.
Goday es planteja la idea que un artista revisi l'obra d'un altre artista i en faci una relectura, en aquest cas, plantejant-se com seria l'obra de Kazimir Malèvitx si visqués amb 36 anys a Barcelona i es trobés a les portes del Suprematisme. Probablement trauria la seva obra al carrer i la donaria a conèixer a través dels mitjans de comunicació. Michel Goday a través d'Internet crea una web-novela anomenada Remember Kasimir en la qual cada setmana penja un episodi amb fotos o entrevistes. Utilitza així les tecnologies actuals per difondre art, igual que fan la publicitat o el màrqueting per difondre els seus productes.
Goday agafa l'obra tal com és de Kazimir Malèvitx i la plasma als carrers de Barcelona. Generalment els passos de vianants estan marcats per quadrats de 50 x 50 cm de color blanc, de forma que hi col·loca a sobre un quadrat, un cercle o una creu que són les tres figures principals de la seva obra. D'aquesta manera les persones, en passejar per carrer, s'enfronten de forma inesperada amb l'art. A més, les obres de Malèvitx podran ser vistes des de dalt, del cel a la terra, idea principal del Suprematisme, quan sempre ha estat mostrada als museus sense tenir en compte aquest principi.